# Wereldkampioenschappen moderne vijfkamp 1992
De wereldkampioenschappen moderne vijfkamp 1992 werden gehouden voor vrouwen in Boedapest Hongarije. De mannen streden in het Zwitserse Winterthur. Er stonden vier onderdelen op het programma. Voor de mannen stond de individuele wedstrijd en de teamwedstrijd stonden niet op het programma vanwege de strijd om de olympische medaille.

## Medailles

### Mannen
| Onderdeel | Goud | Goud                                             | Zilver | Zilver                                          | Brons | Brons                                               |
| --------- | ---- | ------------------------------------------------ | ------ | ----------------------------------------------- | ----- | --------------------------------------------------- |
| Estafette | POL  | Andrzej Giżyński Dariusz Mejsner Mateusz Nowicki | ITA    | Alessandro Conforto Paolo Masala Carlo Massullo | SWE   | Per-Olov Danielsson Håkan Norebrink Magnus Rylander |

### Vrouwen
| Onderdeel   | Goud | Goud                                        | Zilver | Zilver                                          | Brons | Brons                                  |
| ----------- | ---- | ------------------------------------------- | ------ | ----------------------------------------------- | ----- | -------------------------------------- |
| Individueel | POL  | Iwona Kowalewska                            | BLR    | Zjanna Sjoebenok                                | POL   | Dorota Idzi                            |
| Team        | POL  | Dorota Idzi Anna Sulima Iwona Kowalewska    | HUN    | Iréne Kovács Mónika Pécsi Andrea Tulok          | GER   | Sabine Krapf Gabi Ginser Steffi Eichel |
| Estafette   | POL  | Dorota Idzi Edyta Małoszyc Iwona Kowalewska | FRA    | Caroline Delemer Sophie Moressée Gwënael Moalic | HUN   | Iréne Kovács Mónika Pécsi Andrea Tulok |

### Medaillespiegel
| Plaats | Land        | Goud | Zilver | Brons | Totaal |
| 1      | Polen       | 4    | 0      | 1     | 5      |
| 2      | Hongarije   | 0    | 1      | 1     | 2      |
| 3      | Frankrijk   | 0    | 1      | 0     | 1      |
| 3      | Wit-Rusland | 0    | 1      | 0     | 1      |
| 3      | Italië      | 0    | 1      | 0     | 1      |
| 6      | Duitsland   | 0    | 0      | 1     | 1      |
| 6      | Zweden      | 0    | 0      | 1     | 1      |
| Totaal | Totaal      | 4    | 4      | 4     | 12     |